# Superettan 2004
Die Superettan 2004 war die fünfte Spielzeit der zweithöchsten schwedischen Fußballliga unter diesem Namen und die insgesamt 76. Spielzeit seit der offiziellen Einführung einer solchen im Jahr 1928. Die Saison begann am 17. April und endete am 23. Oktober 2004.

## Saisonverlauf
Die Mannschaft des Vorjahresdritten BK Häcken dominierte die Liga und schaffte vorzeitig die Rückkehr in die Allsvenskan. Dahinter kam es zum Zweikampf zwischen Gefle IF und Assyriska Föreningen um den zweiten Aufstiegsplatz. Durch ein 0:0-Unentschieden beim Göteborger Klub Västra Frölunda IF am letzten Spieltag sicherte sich die Mannschaft aus Gävle aus eigener Kraft den zweiten Rang, während der Einwandererklub aus Södertälje mit einer 1:3-Niederlage beim Tabellenführer BK Häcken die letzte Chance verpasste und die Spielzeit auf dem Relegationsplatz abschloss. 
Assyriska FF scheiterte in der Relegation am Tabellendreizehnten der Allsvenskan Örgryte IS nach einem 2:1-Heimerfolg im Hinspiel durch eine 0:1-Niederlage im Rückspiel aufgrund der Auswärtstorregel. Nachdem dem Erstligaachten Örebro SK die Lizenz entzogen wurde, rückte die Mannschaft jedoch als dritter Aufsteiger nach.
Am Tabellenende kam es zu einem Fünfkampf zwischen Erstligaabsteiger Enköpings SK, Bodens BK, Falkenbergs FF, IK Brage und Liganeuling Friska Viljor FC. Falkenbergs FF holte am dritt- und vorletzten Spieltag vier Punkte und rettet sich somit einen Spieltag vor Saisonende. Durch einen 2:1-Auswärtserfolg bei Falkenbergs FF rettete sich Bodens BK am letzten Spieltag, da die Mannschaft von der 1:2-Niederlage von Enköpings SK beim abgeschlagenen Tabellenletzten Friska Viljor FC profitierte und den direkten Konkurrenten überholte.

## Abschlusstabelle
| Pl. | Verein             | Sp. | S  | U  | N  | Tore    | Diff. | Punkte |
| --- | ------------------ | --- | -- | -- | -- | ------- | ----- | ------ |
| 1.  | BK Häcken (RV)     | 30  | 19 | 8  | 3  | 060:310 | +29   | 65     |
| 2.  | Gefle IF           | 30  | 17 | 7  | 6  | 050:280 | +22   | 58     |
| 3.  | Assyriska FF       | 30  | 17 | 3  | 10 | 048:390 | +9    | 54     |
| 4.  | IFK Norrköping     | 30  | 14 | 8  | 8  | 058:370 | +21   | 50     |
| 5.  | Östers IF (A)      | 30  | 14 | 8  | 8  | 051:360 | +15   | 50     |
| 6.  | GAIS Göteborg (N)  | 30  | 13 | 10 | 7  | 045:400 | +5    | 49     |
| 7.  | Åtvidabergs FF     | 30  | 14 | 6  | 10 | 055:470 | +8    | 48     |
| 8.  | Västerås SK        | 30  | 12 | 8  | 10 | 047:470 | ±0    | 44     |
| 9.  | FC Café Opera      | 30  | 10 | 10 | 10 | 045:390 | +6    | 40     |
| 10. | IF Brommapojkarna  | 30  | 9  | 9  | 12 | 043:420 | +1    | 36     |
| 11. | Västra Frölunda IF | 30  | 10 | 6  | 14 | 040:480 | −8    | 36     |
| 12. | Falkenbergs FF     | 30  | 8  | 5  | 17 | 030:520 | −22   | 29     |
| 13. | Bodens BK          | 30  | 5  | 13 | 12 | 032:400 | −8    | 28     |
| 14. | Enköpings SK       | 30  | 5  | 11 | 14 | 031:440 | −13   | 26     |
| 15. | IK Brage           | 30  | 5  | 10 | 15 | 041:620 | −21   | 25     |
| 16. | Friska Viljor FC   | 30  | 6  | 2  | 22 | 030:740 | −44   | 20     |

Platzierungskriterien: 1. Punkte – 2. Tordifferenz – 3. geschossene Tore

| Zum Saisonende 2004: |                                                                                                   |
| Aufsteiger in die Allsvenskan 2005: BK Häcken & Gefle IF Teilnehmer an den Relegationsspielen gegen den 14. der Allsvenskan 2004: Assyriska FF Absteiger in die Division 2 2005: Enköpings SK, IK Brage & Friska Viljor FC |                                                                                                   |
| |                                                                                                   |
| Zum Saisonende 2003: |                                                                                                   |
| (A) | Absteiger aus der Allsvenskan 2003: Östers IF & Enköpings SK                                      |
| (N) | Neuaufsteiger aus der Division 2 2003: GAIS Göteborg, Åtvidabergs FF, IK Brage & Friska Viljor FC |
| (RV) | Verlierer der Relegationsspiele: BK Häcken                                                        |

## Relegation
Der Drittplatzierte der Superettan spielt in der Relegation gegen den Drittletzten der Allsvenskan. Örgryte IS setzte sich dank der Auswärtstorregel gegen Assyriska durch. Die Relegation war aber nach dem Lizenzentzug und dem damit verbundenen Zwangsabstieg von Örebro SK in die Superettan bedeutungslos, Assyriska durfte auch als Verlierer der Relegation in der Erstligaspielzeit 2005 antreten. Die Spiele fanden am 3. und 7. November 2004 statt.
|                      | Gesamt    |            | Hinspiel | Rückspiel |
| -------------------- | --------- | ---------- | -------- | --------- |
| Assyriska Föreningen | (a)2:2(a) | Örgryte IS | 2:1      | 0:1       |

## Torschützenliste
Stefan Bärlin von Västerås SK krönte sich zum Torschützenkönig der Zweitligaspielzeit 2004. Mit 23 Saisontreffern erzielte er nahezu jedes zweite Saisontor seines Klubs.
| Platz | Spieler         | Mannschaft           | Tore |
| ----- | --------------- | -------------------- | ---- |
| 1.    | Stefan Bärlin   | Västerås SK          | 23   |
| 2.    | Dioh Williams   | BK Häcken            | 16   |
| 3.    | Andreas Alm     | IFK Norrköping       | 14   |
| 3.    | Pontus Karlsson | Åtvidabergs FF       | 14   |
| 3.    | Kabba Samura    | Assyriska Föreningen | 14   |